# Endrup Hegn
Endrup Hegn er en skov i Fredensborg Kommune. Skoven er fredskov. Skoven er overvejende en overvejende løvskov. Skovens størrelse er 34,2 ha. 

## Geologi og jordbund
Skoven ligger i et morænelandskab fra sidste istid med dødispræg. Jornbunden er præget af ler. I forbindelse med lavninger findes aflejringer af tørv.

## Plantevækst
Skoven er helt domineret af bøg af eg, men der findes også en del rødgran.

## Fredninger m.m.
Egentlige fredninger er ikke foretaget.
Skoven er fredsskov.

## Anvendelse
Skoven fungerer som ekstensiv udflugtsskov. Skoven ligger nord for Fredensborg.